# Malmö Flygindustri
Malmö Flygindustri (MFI) était une entreprise aéronautique suédoise spécialisée dans la conception en matériaux composites. Son expertise l'amena à étendre ses compétences dans la conception automobile et navale. 

## Histoire
La société prend ses racines de l'ancienne entreprise AB Flygindustri (IFA), qui siégeait à Halmstad. En juillet 1952 celle-ci est rachetée par la Kockums Mekaniska Verkstad (génie mécanique Kockum), qui la réorganise en Malmö Flygindustri avec à sa tête l'un de ses ex-directeurs techniques, Rudolf Abelin. La jeune MFI développe au fil des ans une expertise dans les matériaux composites renforcés qui intéresse de nombreux domaines. Le 1er février 1957 l'entreprise Trelleborgs Gummifabriks AB rachète MFI, pour en faire sa filiale spécialisée dans les structures en fibre de verre. Elle sera finalement vendue à Saab en mars 1968.
Outre l'aviation, MFI a contribué au développement de carrosseries automobiles en matière plastique, en collaboration avec Saab et Volvo. Elle développera également le premier bateau de plaisance suédois en fibre de verre, le Laurin 32. MFI participera enfin à l'industrie de défense avec entre autres la conception de la capsule de la fusée RK-57, et le développement des ailes, du corps et du container du robot Bantam de Bofors, désigné Robot 53 par les militaires.

## Produits
Les produits MFI commencent par l'aéronautique, pour s'étendre à l'industrie automobile, navale et côtoyer la défense.

### Aéronautique
- MFI-9 Junior

Biplace léger d'entraînement, construit en 1956 par Björn Andreasson, sa licence fut cédée au munichois Bölkow Apparatenbau puis à l'Inde. L'avion devint célèbre quand Carl Gustaf von Rosen l'équipa de roquettes, puis anéantit une large partie de l'aviation nigériane.
- MFI-10 Vipan

Avion expérimental développé par Ernst-August Wohlberg en trois exemplaires. Il inaugurait l'application des structures en sandwich, et des jambes de train en fibre de verre. 
- MFI-15 Saab Safari

Carl Gustaf von Rosen en fit un avion de guerre remarqué pendant le conflit en Éthiopie de 1974. 
- MFI-17 Saab Supporter

Version militarisée du MFI-15.

### Automobile
- Carrosserie et organes composites Volvo
- MFI-13 Saab Sonett

### Naval
- Laurin 32

### Défense
- Capsule de la RK-57
- Bofors Bantam (Robot 53)